# Skaraborgs Akademi
Skaraborgs Akademi är en av Sveriges regionala akademier. Den bildades den 28 november 1998 på initiativ av Skaraborgs läns siste landshövding Birger Bäckström. Malmöförfattaren Jan Mårtenson (med rötter i Tidaholm) är upphovsman till Akademiens valspråk  "Snille och Blixt". Akademien består, efter högt föredöme,  av arton ledamöter och dess syfte är enligt stadgarna "att sprida glans över den skaraborgska vitterheten samt främja en skaraborgsk identitet". Akademien utser varje år en "Hedersskaraborgare" och delar ut ett pris till en avhandling vid Högskolan i Skövde.

## Ledamöter
1. Lars Bäckström, 2. Carl Henrik Ohlsson, 3. Sören Häggroth, 4. Marianne Ahrne, 5. Anja Praesto, 6. Maria Persson Löfgren, 7. Helena Stålnert, 8. Sören Holmberg, 9. Barbro Lennéer Axelson, 10. Jan Mårtenson, 11. Bengt Knutsson, 12. Per Bergström, 13. Madelene Sandström, 14 Åsa Brandt, 15. Lars Niklasson, 16. Annika Nordgren Christensen, 17. Agneta Holmäng, 18. Karl-Erik Tysk. 
Akademiens preses är Sören Häggroth och dess sekreterare är Karl-Erik Tysk.

## Hedersskaraborgare
- 1998 - Sixten Bengtsson
- 1999 - Robert Gustafsson
- 2000 - Jan Guillou
- 2001 - Olof Lagercrantz
- 2002 - Birger jarl och Stefan Jarl
- 2003 - Kronprinsessan Victoria
- 2004 - Jörgen Fogelquist
- 2005 - Kristina Lugn
- 2006 - Mustafa Can
- 2007 - Lennart Jörälv och Lars-Erik Linnarsson
- 2008 - Per Oscarsson
- 2009 - Erik Andersson
- 2011 - Carina Burman
- 2012 - Frans Helmerson
- 2013 - Gert Wingårdh
- 2014 - Gunilla Pontén
- 2015 - Thomas G:son
- 2016 - Sivan Johansson
- 2017 - Lenny Clarhäll
- 2018 - Maria Vretemark och Tony Axelsson
- 2019 - Martin Lundstedt
- 2020 - Kristina Appelqvist
- 2021 - Jonas von Essen
- 2022 - Philip Jönsson
- 2023 - Alexandra Charles
- 2024 - Bernt Johansson